# Campeonato Sudamericano 1922/Spiele
Diese Seite ist eine Unterseite zum Artikel Campeonato Sudamericano 1922, der über dieses Turnier für Fußballnationalmannschaften Südamerikas informiert.
| Pl. | Land        | Sp. | S | U | N | Tore    | Diff. | Punkte |
| --- | ----------- | --- | - | - | - | ------- | ----- | ------ |
| 1.  | Paraguay    | 4   | 2 | 1 | 1 | 005:300 | +2    | 05:30  |
| 2.  | Brasilien   | 4   | 2 | 1 | 1 | 004:200 | +2    | 05:30  |
| 3.  | Uruguay     | 4   | 2 | 1 | 1 | 003:100 | +2    | 05:30  |
| 4.  | Argentinien | 4   | 2 | 0 | 2 | 006:300 | +3    | 04:40  |
| 5.  | Chile       | 4   | 0 | 1 | 3 | 001:100 | −9    | 01:70  |

## Brasilien – Chile 1:1 (1:1)
| Brasilien                                          | Brasilien | Chile | Chile |
| -------------------------------------------------- | --- | --- | ----- |
| Brasilien                                          | \| 17. September 1922 in Rio de Janeiro (Laranjeiras) \| \| Zuschauer: 30.000 \| \| Schiedsrichter: Ricardo Vallarino ( Uruguay) \| | \| 17. September 1922 in Rio de Janeiro (Laranjeiras) \| \| Zuschauer: 30.000 \| \| Schiedsrichter: Ricardo Vallarino ( Uruguay) \| | Chile |
| Brasilien                                          | Marcos – Palamone, Bartô – Laís, Amílcar, Fortes – Formiga, Neco, Friedenreich, Tatú, Rodrigues I                                   | Bernal – Vergara, Poirier – Elgueta, Catalán, González – Abello, Domínguez, Bravo, Encina, Varas                                    | Chile |
| Brasilien                                          | 1:0 Tatú (9.) | 1:1 Bravo (41.) | Chile |
| 17. September 1922 in Rio de Janeiro (Laranjeiras) | | |       |
| Zuschauer: 30.000                                  | | |       |
| Schiedsrichter: Ricardo Vallarino ( Uruguay)       | | |       |

## Uruguay – Chile 2:0 (2:0)
| Uruguay                                            | Uruguay | Chile | Chile |
| -------------------------------------------------- | --- | --- | ----- |
| Uruguay                                            | \| 23. September 1922 in Rio de Janeiro (Laranjeiras) \| \| Zuschauer: 12.000 \| \| Schiedsrichter: Francisco Andreu ( Paraguay) \| | \| 23. September 1922 in Rio de Janeiro (Laranjeiras) \| \| Zuschauer: 12.000 \| \| Schiedsrichter: Francisco Andreu ( Paraguay) \| | Chile |
| Uruguay                                            | Batignani – Urdinarán, Tejera – Aguerre, Zibechi, Vanzzino – Somma, Heguy, Buffoni, Romano, Marán                                   | Balbontín – Vergara, Poirier – Elgueta, Catalán, González – Abello, Domínguez, Bravo, Encina, Varas                                 | Chile |
| Uruguay                                            | 1:0 Heguy (10.) 2:0 Urdinarán (19., Elfmeter)                                                                                       | | Chile |
| 23. September 1922 in Rio de Janeiro (Laranjeiras) | | |       |
| Zuschauer: 12.000                                  | | |       |
| Schiedsrichter: Francisco Andreu ( Paraguay)       | | |       |

## Brasilien – Paraguay 1:1 (0:1)
| Brasilien                                           | Brasilien | Paraguay | Paraguay |
| --------------------------------------------------- | --- | --- | -------- |
| Brasilien                                           | \| 24. September 1922 in Rio de Janeiro (Laranjeiras) \| \| Zuschauer: 25.000 \| \| Schiedsrichter: Norberto Ladrón de Guevara ( Chile) \| | \| 24. September 1922 in Rio de Janeiro (Laranjeiras) \| \| Zuschauer: 25.000 \| \| Schiedsrichter: Norberto Ladrón de Guevara ( Chile) \| | Paraguay |
| Brasilien                                           | Marcos – Palamone, Bartô – Laís, Amílcar, Fortes – Formiga, Neco, Héitor-Domingues, Tatú, Junqueira                                        | Denis – Mena-Porta, Paredes – Centurión-Miranda, Fleitas-Solich, Benítez-Casco – Capdevila, Ramírez, López, Rivas, Erico                   | Paraguay |
| Brasilien                                           | 1:1 Amílcar (71.) | 0:1 Rivas (14.) | Paraguay |
| 24. September 1922 in Rio de Janeiro (Laranjeiras)  | | |          |
| Zuschauer: 25.000                                   | | |          |
| Schiedsrichter: Norberto Ladrón de Guevara ( Chile) | | |          |

## Argentinien – Chile 4:0 (3:0)
| Argentinien                                        | Argentinien | Chile | Chile |
| -------------------------------------------------- | --- | --- | ----- |
| Argentinien                                        | \| 28. September 1922 in Rio de Janeiro (Laranjeiras) \| \| Zuschauer: 2.500 \| \| Schiedsrichter: Ricardo Vallarino ( Uruguay) \| | \| 28. September 1922 in Rio de Janeiro (Laranjeiras) \| \| Zuschauer: 2.500 \| \| Schiedsrichter: Ricardo Vallarino ( Uruguay) \| | Chile |
| Argentinien                                        | Tesoriere – A. Celli, Castoldi – Chabrolín, Dellavalle, Solari – Chiessa, Libonatti, Gaslini, E. Celli, Francia                    | Balbontín – Vergara, Poirier – Elgueta, Catalán, González – Abello, Domínguez, Bravo, Ramírez, Varas                               | Chile |
| Argentinien                                        | 1:0 Chiessa (10.) 2:0 Francia (36.) 3:0 Francia (41.) 4:0 Gaslini (75.)                                                            | | Chile |
| 28. September 1922 in Rio de Janeiro (Laranjeiras) | | |       |
| Zuschauer: 2.500                                   | | |       |
| Schiedsrichter: Ricardo Vallarino ( Uruguay)       | | |       |

## Brasilien – Uruguay 0:0
| Brasilien                                       | Brasilien | Uruguay | Uruguay |
| ----------------------------------------------- | --- | --- | ------- |
| Brasilien                                       | \| 1. Oktober 1922 in Rio de Janeiro (Laranjeiras) \| \| Zuschauer: 30.000 \| \| Schiedsrichter: Servando Pérez ( Argentinien) \| | \| 1. Oktober 1922 in Rio de Janeiro (Laranjeiras) \| \| Zuschauer: 30.000 \| \| Schiedsrichter: Servando Pérez ( Argentinien) \| | Uruguay |
| Brasilien                                       | Kuntz – Palamone, Bartô – Laís, Amílcar, Fortes – Formiga, Neco, Friedenreich, Tatú, Rodrigues I                                  | Batignani – Urdinarán, Tejera – Aguerre, Zibechi, Vanzzino – Somma, Heguy, Casanello, Romano, Marán                               | Uruguay |
| 1. Oktober 1922 in Rio de Janeiro (Laranjeiras) | | |         |
| Zuschauer: 30.000                               | | |         |
| Schiedsrichter: Servando Pérez ( Argentinien)   | | |         |

## Paraguay – Chile 3:0 (2:0)
| Paraguay                                        | Paraguay | Chile | Chile |
| ----------------------------------------------- | --- | --- | ----- |
| Paraguay                                        | \| 5. Oktober 1922 in Rio de Janeiro (Laranjeiras) \| \| Zuschauer: 1.000 \| \| Schiedsrichter: Servando Pérez ( Argentinien) \| | \| 5. Oktober 1922 in Rio de Janeiro (Laranjeiras) \| \| Zuschauer: 1.000 \| \| Schiedsrichter: Servando Pérez ( Argentinien) \| | Chile |
| Paraguay                                        | Denis – Mena-Porta, Paredes – Centurión-Miranda, Fleitas-Solich, Benítez-Casco – Capdevila, Ramírez, López, Rivas, Fretes        | Bernal – Zavala, Poirier – Elgueta, Catalán, González – Abello, Domínguez, Encina, Ramírez, Varas                                | Chile |
| Paraguay                                        | 1:0 Ramírez (23.) 2:0 López (38.) 3:0 Fretes (54.)                                                                               | | Chile |
| 5. Oktober 1922 in Rio de Janeiro (Laranjeiras) | | |       |
| Zuschauer: 1.000                                | | |       |
| Schiedsrichter: Servando Pérez ( Argentinien)   | | |       |

## Uruguay – Argentinien 1:0 (1:0)
| Uruguay                                         | Uruguay | Argentinien | Argentinien |
| ----------------------------------------------- | --- | --- | ----------- |
| Uruguay                                         | \| 8. Oktober 1922 in Rio de Janeiro (Laranjeiras) \| \| Zuschauer: 14.000 \| \| Schiedsrichter: Pedro Santos ( Brasilien) \| | \| 8. Oktober 1922 in Rio de Janeiro (Laranjeiras) \| \| Zuschauer: 14.000 \| \| Schiedsrichter: Pedro Santos ( Brasilien) \| | Argentinien |
| Uruguay                                         | Batignani – Urdinarán, Tejera – Aguerre, Zibechi, Vanzzino – Somma, Buffoni, Casanello, Romano, Otero                         | Tesoriere – A.Celli, Castoldi – Chabrolín, Dellavalle, Solari – Rofrano, Libonatti, Gaslini, E.Celli, Francia                 | Argentinien |
| Uruguay                                         | 1:0 Buffoni (43.) | | Argentinien |
| 8. Oktober 1922 in Rio de Janeiro (Laranjeiras) | | |             |
| Zuschauer: 14.000                               | | |             |
| Schiedsrichter: Pedro Santos ( Brasilien)       | | |             |

## Uruguay – Paraguay 0:1 (0:1)
| Uruguay                                          | Uruguay | Paraguay | Paraguay |
| ------------------------------------------------ | --- | --- | -------- |
| Uruguay                                          | \| 12. Oktober 1922 in Rio de Janeiro (Laranjeiras) \| \| Zuschauer: 3.000 \| \| Schiedsrichter: Pedro Santos ( Brasilien) \| | \| 12. Oktober 1922 in Rio de Janeiro (Laranjeiras) \| \| Zuschauer: 3.000 \| \| Schiedsrichter: Pedro Santos ( Brasilien) \| | Paraguay |
| Uruguay                                          | Batignani – Urdinarán, Tejera – Aguerre, Zibechi, Vanzzino – Somma, Buffoni, Casanello, Romano, Otero                         | Denis – Mena-Porta, Paredes – Centurión-Miranda, Fleitas-Solich, Benítez-Casco – Schaerer, Capdevila, Elizeche, Rivas, Fretes | Paraguay |
| Uruguay                                          | 0:1 Elizeche (7.) | | Paraguay |
| 12. Oktober 1922 in Rio de Janeiro (Laranjeiras) | | |          |
| Zuschauer: 3.000                                 | | |          |
| Schiedsrichter: Pedro Santos ( Brasilien)        | | |          |

## Brasilien – Argentinien 2:0 (1:0)
| Brasilien                                        | Brasilien | Argentinien | Argentinien |
| ------------------------------------------------ | --- | --- | ----------- |
| Brasilien                                        | \| 15. Oktober 1922 in Rio de Janeiro (Laranjeiras) \| \| Zuschauer: 25.000 \| \| Schiedsrichter: Francisco Andreu ( Paraguay) \| | \| 15. Oktober 1922 in Rio de Janeiro (Laranjeiras) \| \| Zuschauer: 25.000 \| \| Schiedsrichter: Francisco Andreu ( Paraguay) \| | Argentinien |
| Brasilien                                        | Kuntz – Palamone, Bartô – Laís, Amílcar, Fortes – Formiga, Neco, Héitor-Domingues, Tatú, Rodrigues I                              | Tesoriere – A. Celli, Sarasíbar – Chabrolín, Médici, Solari – Rivet, Libonatti, Gaslini, E. Celli, Francia                        | Argentinien |
| Brasilien                                        | 1:0 Neco (42.) 2:0 Amílcar (86., Elfmeter)                                                                                        | | Argentinien |
| 15. Oktober 1922 in Rio de Janeiro (Laranjeiras) | | |             |
| Zuschauer: 25.000                                | | |             |
| Schiedsrichter: Francisco Andreu ( Paraguay)     | | |             |

## Argentinien – Paraguay 2:0 (0:0)
| Argentinien                                      | Argentinien | Paraguay | Paraguay |
| ------------------------------------------------ | --- | --- | -------- |
| Argentinien                                      | \| 18. Oktober 1922 in Rio de Janeiro (Laranjeiras) \| \| Zuschauer: 8.000 \| \| Schiedsrichter: Enrique Vignal ( Brasilien) \| | \| 18. Oktober 1922 in Rio de Janeiro (Laranjeiras) \| \| Zuschauer: 8.000 \| \| Schiedsrichter: Enrique Vignal ( Brasilien) \| | Paraguay |
| Argentinien                                      | Tesoriere – A. Celli, Sarasíbar – Chabrolín, Médici, Solari – Rivet, De Césari, Gaslini, E. Celli, Francia                      | Denis – Mena-Porta, Paredes – Centurión-Miranda, Fleitas-Solich, Benítez-Casco – Schaerer, Capdevila, López, Rivas, Erico       | Paraguay |
| Argentinien                                      | 1:0 Francia (63.) 2:0 Francia (79., Elfmeter)                                                                                   | | Paraguay |
| Argentinien                                      | Paraguay verlässt in der 79. Minute das Feld, außer der Torhüter.                                                               | | Paraguay |
| 18. Oktober 1922 in Rio de Janeiro (Laranjeiras) | | |          |
| Zuschauer: 8.000                                 | | |          |
| Schiedsrichter: Enrique Vignal ( Brasilien)      | | |          |

## Entscheidungsspiel: Brasilien – Paraguay 3:0 (1:0)
| Brasilien                                        | Brasilien | Paraguay | Paraguay |
| ------------------------------------------------ | --- | --- | -------- |
| Brasilien                                        | \| 22. Oktober 1922 in Rio de Janeiro (Laranjeiras) \| \| Zuschauer: 20.000 \| \| Schiedsrichter: Servando Pérez ( Argentinien) \| | \| 22. Oktober 1922 in Rio de Janeiro (Laranjeiras) \| \| Zuschauer: 20.000 \| \| Schiedsrichter: Servando Pérez ( Argentinien) \| | Paraguay |
| Brasilien                                        | Kuntz – Palamone, Bartô – Laís, Amílcar, Fortes – Formiga, Neco, Héitor-Domingues, Tatú, Junqueira                                 | Denis – González, Paredes – Centurión-Miranda, Fleitas-Solich, Benítez-Casco – Schaerer, Capdevila, López, Rivas, Fretes           | Paraguay |
| Brasilien                                        | 1:0 Neco (11.) 2:0 Formiga (48.) 3:0 Formiga (89.)                                                                                 | | Paraguay |
| 22. Oktober 1922 in Rio de Janeiro (Laranjeiras) | | |          |
| Zuschauer: 20.000                                | | |          |
| Schiedsrichter: Servando Pérez ( Argentinien)    | | |          |